# Prizren
Prizren (alb. Prizreni) je grad na Kosovu, u podnožju planina Šare na jugu, ima najviše džamija i starih crkava. Središte je obrta (zlatari i filigrani), tekstilne i prehrambene industrije.
Nalazi se na obalama rijeke Prizrenske Bistrice. Ima 147,428 stanovnika (2024.)
Povijesno je poznat kao glavnim gradom srednjovjekovne srpske države u XIV. stoljeću i kao mjestom osnivanja Prizrenske lige 1878. god.
Imao je vlastitu kovnicu novca. Od 1455. do 1912. je bio u posjedu Osmanlija.

## Kulturni spomenici
- tvrđava Kaljaja
- crkva Bogorodice Ljeviške iz XIV. st.
- Sinan-pašina džamija iz 1615.
- ostaci toplica iz turskog razdoblja

## Šport
- nogometni klub "Liria"

## Poznate osobe
- Petrit Çeku, kosovsko - hrvatski gitarist[1]
- Pal Paluca, kosovski heroj ("UCK" vojnik)

## Vanjske poveznice
- Prizren, carski grad- fotografije Fonda Blago